# Croton willdenowii
Espèce
Croton willdenowii est une espèce de plantes à fleurs du genre Croton et de la famille des Euphorbiaceae, présente dans le centre et le sud-est des États-Unis.
Elle a pour synonymes :
- Crotonopsis argentea var. elliptica, (Willd.) Pursh
- Crotonopsis elliptica, Willd.
- Heptallon aromaticum, Raf.
- Leptemon ovalifolium, Raf.
- Leptemon verrucosum, Raf.